# Inhuma
Inhuma là một đô thị thuộc bang Piauí, Brasil. Đô thị này có diện tích 1042,815 km², dân số năm 2007 là 14953 người, mật độ 14,34 người/km².